# IBM 1401
Le IBM 1401 est un ordinateur fabriqué par la compagnie IBM de 1959 à 1965.
Ce fut l'ordinateur le plus vendu des ordinateurs dits de deuxième génération (faits de transistors). 

## Caractéristiques techniques

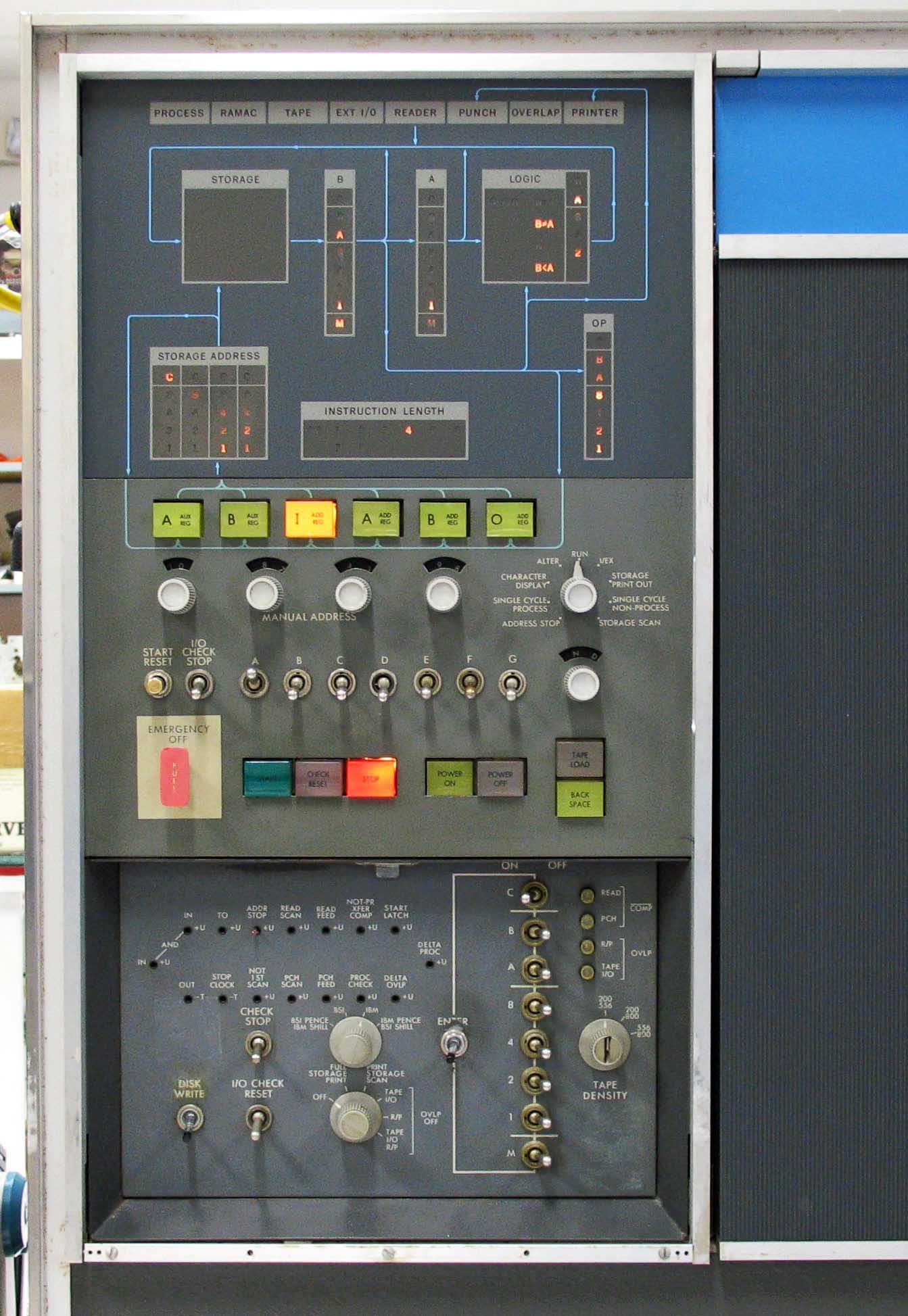
Panneau de commandes de l'IBM 1401

Le 1401 réalisait 193 000 additions de 8 chiffres par minute. Son lecteur de cartes, le 1402, lisait 800 cartes à la minute. Il pouvait être équipé de bandes magnétiques lisant en moyenne 15 000 caractères par seconde. L'imprimante lancée avec la série, nommée 1403, imprimait 600 lignes de 132 caractères par minute.

## Coût
Un système typique était censé coûter 78 800 dollars (presque un demi million de dollars actuels), mais la politique privilégiée d'IBM restait alors la location : 1 450 dollars par mois.

## Usage
Le 1401 remplaçait avantageusement les opérations mécanographiques sauf dans le cas particulier des tris, qui continuaient à s'exécuter plus rapidement avec des interclasseuses, en raison de la lenteur des bandes magnétiques, de leur accès uniquement séquentiel, et de la faible taille des mémoires RAM de l'époque.

## Succès
En 1965, année de fin de production du 1401, IBM en avait construit et installé 10 000 unités aux États-Unis, ce qui représentait plus de la moitié du parc informatique de ce pays. La dimension réduite de l'IBM 1401 et sa simplicité d'utilisation par rapport aux autres systèmes de l'époque ont largement contribué à son succès.